# Reinhard Venter
Reinhard Venter (* 2. August 2001 in Pretoria) ist ein südafrikanischer Eishockeyspieler, der seit 2020 erneut für die Pretoria Capitals in der Gauteng Premier Hockey League spielt.

## Karriere
Reinhard Venter spielte zunächst in seiner Heimatstadt Pretoria von 2015 bis 2019 bei den Pretoria Capitals in der Gauteng Premier Hockey League. 2019 ging er in die Vereinigten Staaten, wo er für die Vermont Lumberjacks in der Eastern Hockey League spielte. 2020 kehrte er nach Pretoria zu den Capitals zurück und wurde 2022 zum besten Stürmer Südafrikas gewählt.

### International
Venter vertrat sein Heimatland bei den Weltmeisterschaften der U18-Junioren der Division III in den Jahren 2017, 2018 und 2019, als er bester Vorbereiter des Turniers war. Im U20-Bereich spielte er bei den Weltmeisterschaften 2018 bei der Qualifikation zur Division III sowie 2019 und 2020 in der Division III.
Im Jahr 2019 vertrat Venter Südafrika erstmals bei den Weltmeisterschaften der Herren der Division III. Es folgten weitere Auftritte in den Jahren 2022 und 2023 in der Division III. Zudem vertrat er seine Farben bei der Olympiaqualifikation für die Winterspiele in Mailand 2026.

## Erfolge und Auszeichnungen
- 2019 Meiste Torvorlagen bei der U18-Weltmeisterschaft der Division III, Gruppe B
- 2022 Bester Stürmer Südafrikas
- 2022 Aufstieg in die Gruppe A der Division III bei der Weltmeisterschaft der Division III, Gruppe B